# Warren Covington
Warren Covington (7 de agosto de 1921  – 24 de agosto de 1999) fue un trombonista de big band estadounidense. Estuvo activo como músico de sesión, arreglista y director de banda a lo largo de su carrera.

## Biografía
Covington, que nació en Filadelfia, jugó desde el principio con Isham Jones (1939), luego con Les Brown en 1945-46 y con Gene Krupa más tarde en 1946. Después de esto, se convirtió en músico de plantilla de la radio CBS. Con Ralph Flanagan en 1949 y nuevamente en 1955-56. Tocó brevemente con Tommy Dorsey en 1950. En 1956, reemplazó a Eddie Grady como líder de Commanders, una banda de grabación y gira de Decca que duró hasta mediados de 1957. Covington grabó dos álbumes y un sencillo con esta banda. Después de que Tommy Dorsey muriera repentinamente en noviembre de 1956, la banda de Dorsey continuó bajo la dirección de Jimmy Dorsey. Sin embargo, la propiedad de Tommy Dorsey pronto recuperó los arreglos de Tommy y se acercó a Covington para formar una nueva banda de Tommy Dorsey, que dirigió, realizó giras y grabó para Decca, en 1961. Entre sus éxitos con la banda Dorsey se encuentra "Tea for Two Cha Cha", que vendió más de un millón de copias y fue galardonado con un disco de oro.  La pista alcanzó el puesto número 3 en la lista de singles del Reino Unido en 1958. 
Covington, que también tocaba ocasionalmente, con una variedad de trompa barítono, saxofón barítono y tenor, participó en las grandes bandas de Charles Mingus, Randy Weston, Bobby Hackett y George Benson en grabaciones, así como en varias bandas sonoras de películas.
Murió en 1999 en Nueva York.

## Discografía

### Como líder
- Shall We Dance? (Decca, 1956)
- Teenage Hop (Decca, 1957)
- Latin Si! (Decca, 1962)
- Dancing Trombones (Decca, 1962)
- Everybody Twist (Decca, 1962)
- Let's Dance Latin (Decca, 1964)
- Golden Trombones Favorites (Decca, 1966)
- Latin Dance Party (Vocalion, 1967)

Con Tommy Dorsey
- The Fabulous Arrangements of Tommy Dorsey in Hi-Fi (Brunswick, 1958)
- Tea for Two Chas Chas (Decca, 1958)
- More Tea for Two Cha Chas (Decca, 1959)
- The Swingin Era (Decca, 1959)
- Dance and Romance (Decca, 1960)
- Tricky Trombones (Decca, 1960)
- It Takes Two (Decca, 1960)
- Dance to the Songs Everybody Knows (Decca, 1961)
- Golden Trombones Favorites (Decca, 1966)

### Como acompañante
- George Benson, Bad Benson (CTI, 1974)
- Les Brown, The Uncollected Les Brown and His Orchestra 1944–1946 (Hindsight, 1976)
- Chris Connor, Chris Connor Sings the George Gershwin Almanac of Song (Atlantic, 1957)
- Giora Feidman, The Art of the Klezmer (Star, 1979)
- Astrud Gilberto, Beach Samba (Verve, 1967)
- Eartha Kitt, That Bad Eartha (RCA Victor, 1953)
- Eartha Kitt, Thursday's Child (RCA Victor, 1957)
- Gene Krupa, The Gene Krupa Orchestra (Durium, 1974)
- Yusef Lateef, Part of the Search (Atlantic, 1973)
- Betty Madigan, The Jerome Kern Songbook (Coral, 1958)
- Van McCoy, Love Is the Answer (Avco, 1974)
- Houston Person, Harmony (Mercury, 1977)
- Don Sebesky, Giant Box (CTI, 1973)
- George Segal, A Touch of Ragtime Featuring the Music of Scott Joplin (Signature, 1974)
- Phil Silvers, Phil Silvers and Swinging Brass (Columbia, 1957)
- The Spinners, Dancin' and Lovin' (Atlantic, 1979)
- Randy Weston, Blue Moses (CTI, 1972)